# لويس ر. سوليفان
لويس ر. سوليفان (بالإنجليزية: Louis R. Sullivan)‏ هو عالم إنسان أمريكي، ولد في 21 مايو 1892، وتوفي في 1925.